# Mirabai
Mirabai (1503 - 1570) fou una princesa rajput, cantant i poeta mística del vixnuisme, autora de 1.300 poemes.
Casada amb un governador local però sense fills, ella es considerava esposa de Krixna, fet que li va comportar nombrosos problemes amb la seva família política. Fins i tot, hi ha llegendes que asseguren que diversos parents van provar d'assassinar-la per no haver renegat de la seva fe. Finalment, cansada de l'assetjament, va fugir i va començar una peregrinació per tota l'Índia, cantant i ballant per mantenir-se.
Els seus poemes es basen en estructures rítmiques amb una tornada i un contingut altament espiritual, recopilats en l'anomenat Padavali. En aquests, expressa el seu amor cap a la divinitat, amb la qual anhela unir-se. La seva popularitat va fer que es recitessin durant segles i que hagin passat a la cultura popular.